# Cerkiew Opieki Matki Bożej w Zdyni
Cerkiew pod wezwaniem Opieki Matki Bożej – dawna cerkiew greckokatolicka w Zdyni, zbudowana w 1795.
Od 2009 prawosławna cerkiew parafialna. Należy do dekanatu Gorlice diecezji przemysko-gorlickiej Polskiego Autokefalicznego Kościoła Prawosławnego.
Świątynia znajduje się na szlaku architektury drewnianej województwa małopolskiego.

## Historia
Pierwsza cerkiew w Zdyni powstała w pierwszej połowie XVI w. Obecny budynek jest jednak znacznie młodszy – pochodzi z 1795. Funkcję świątyni greckokatolickiej pełniła do akcji „Wisła”. W 1947 cerkiew przeszła na własność Skarbu Państwa. Po 1947 obiekt był współużytkowany przez parafię prawosławną i rzymskokatolicką. W 2009 cerkiew stała się wyłączną własnością Kościoła Prawosławnego.

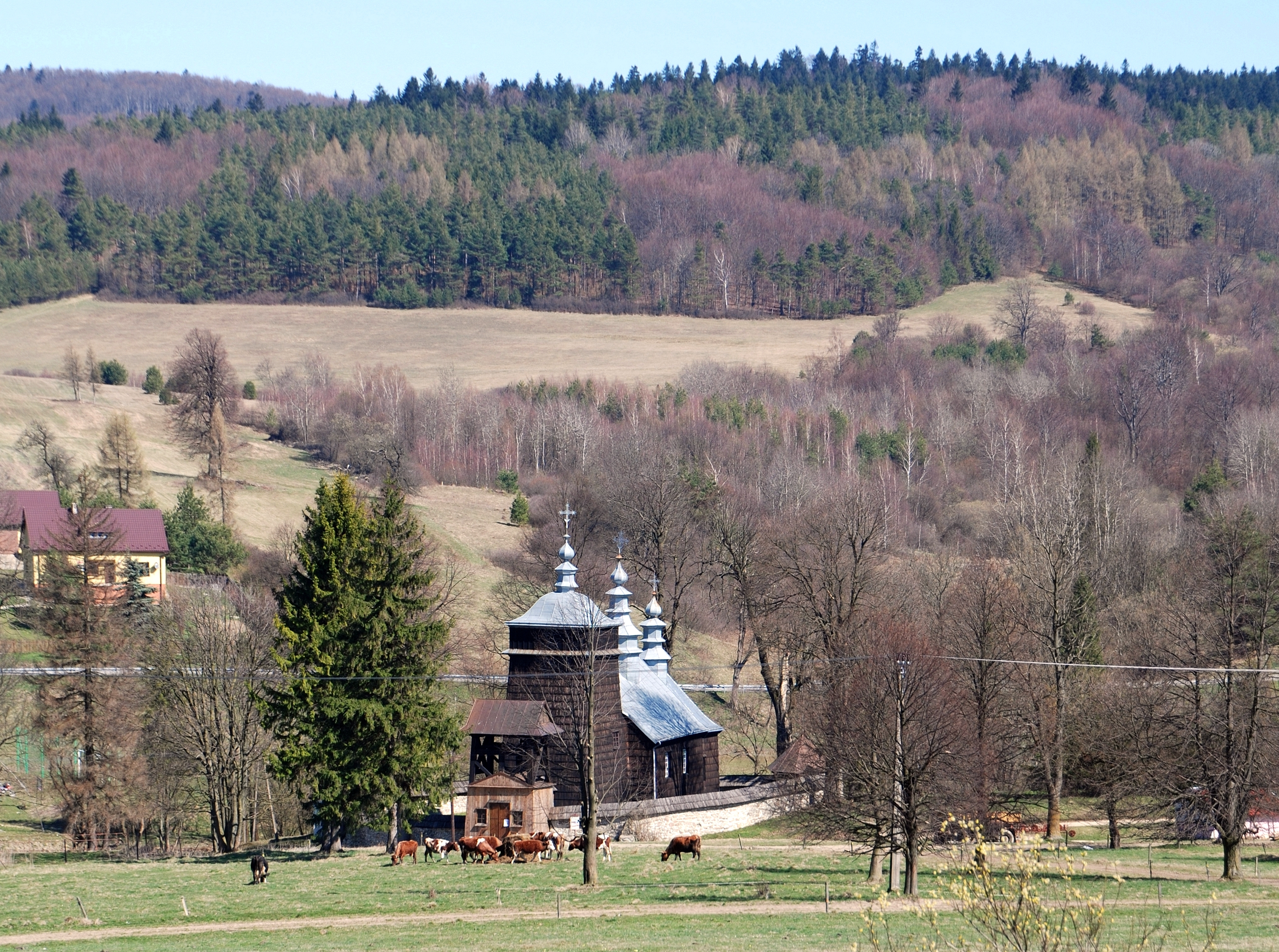
Widok ogólny
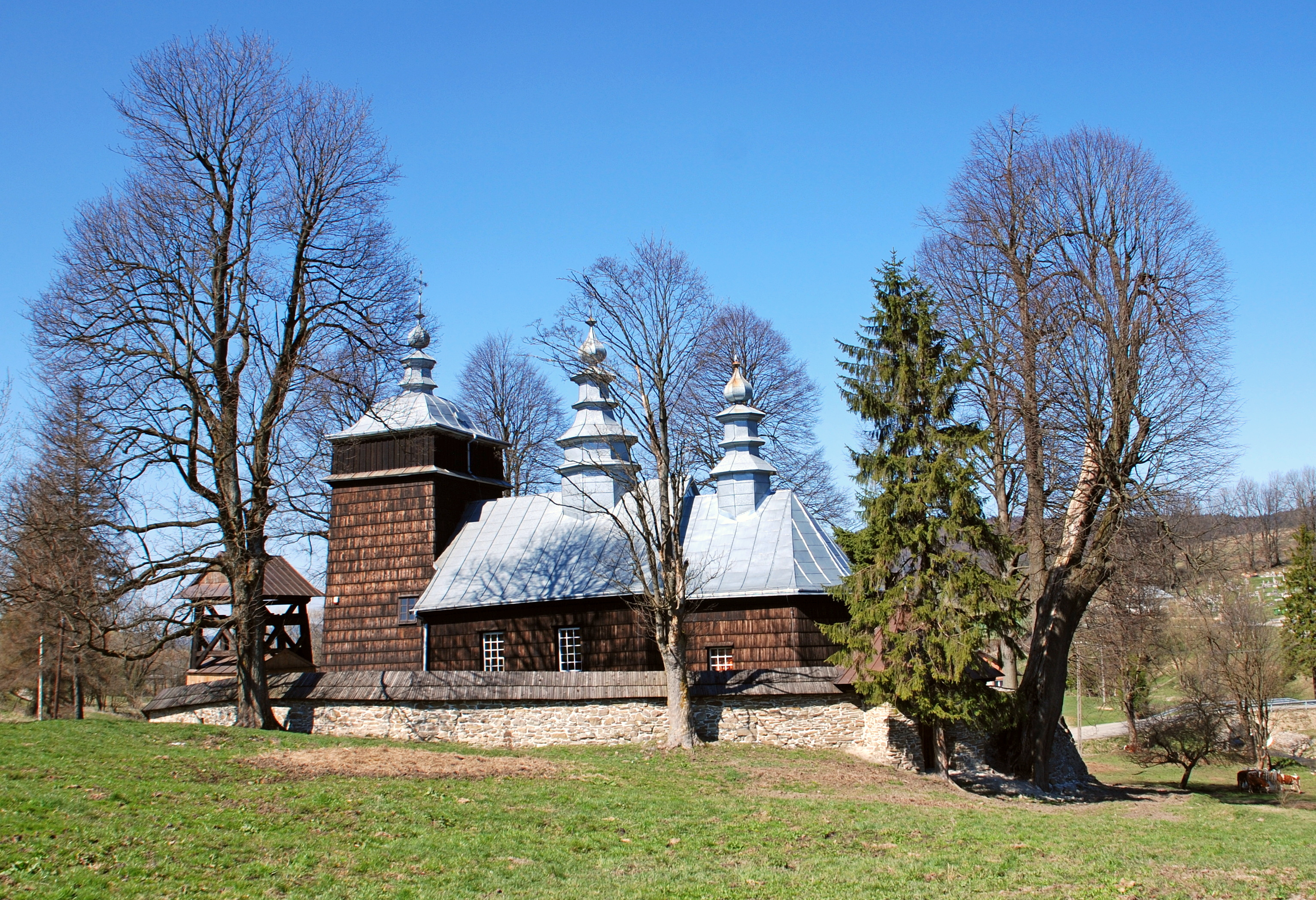
Od strony południowej
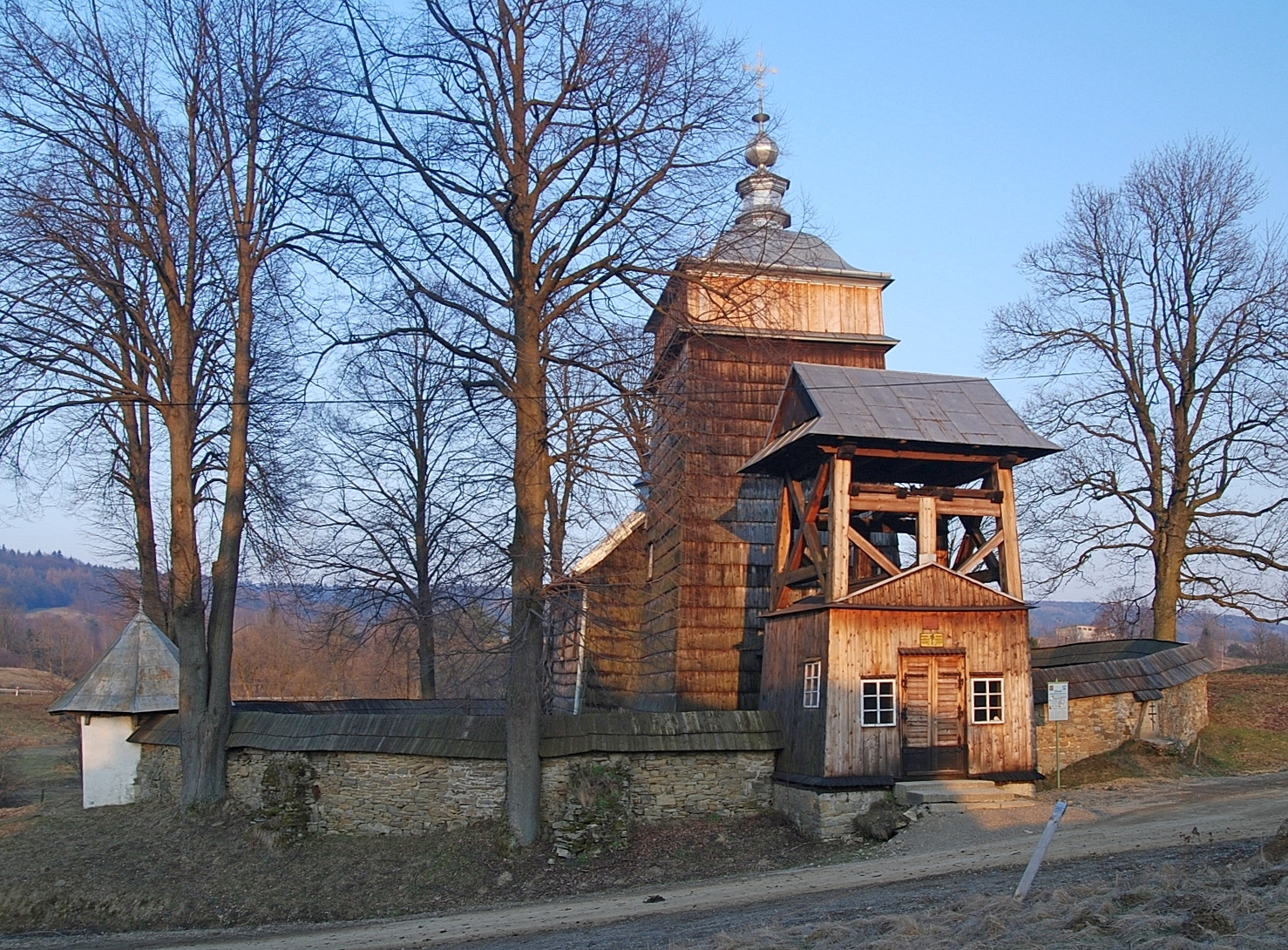
Od strony zachodniej

## Architektura
Cerkiew w Zdyni jest wzniesiona z drewna, jednonawowa, trójdzielna. Ponad przedsionkiem wznosi się wieża o pochyłych ścianach zbudowana na planie prostokąta, zwieńczona hełmem z pozorną latarnią zwieńczoną krzyżem łacińskim. Podobne, bardziej rozbudowane konstrukcje znajdują się ponad nawą i węższym oraz niższym od niej prezbiterium. We wnętrzu barokowy, osiemnastowieczny ikonostas, którego czteroletni remont zakończył się w 2007, ściany pokryte polichromią. Całość jest otoczona kamiennym murkiem z bramą-dzwonnicą.
Cerkiew wpisano do rejestru zabytków 10 czerwca 1989 pod nr A-597.

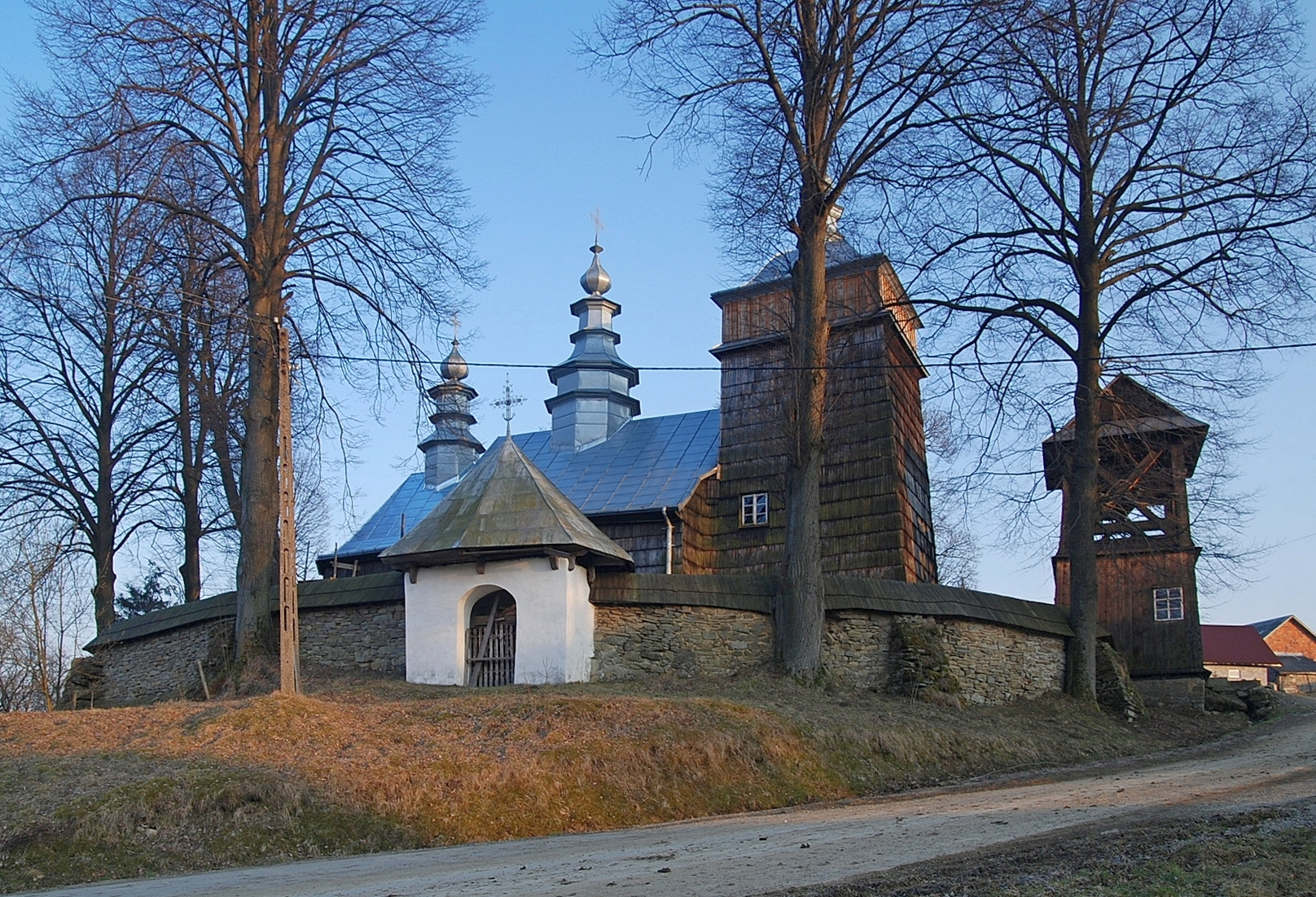
Widok od strony północnej
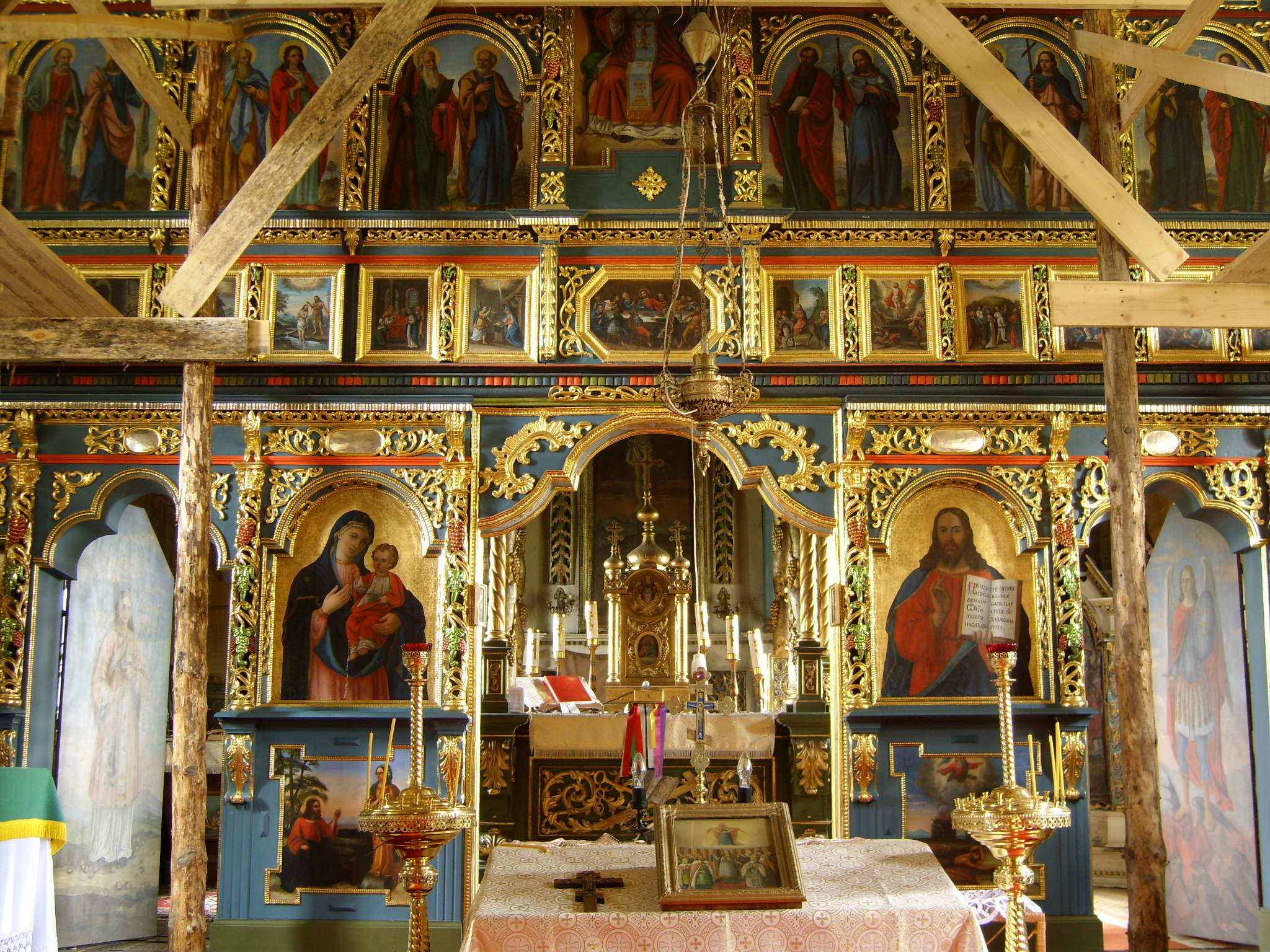
Wnętrze
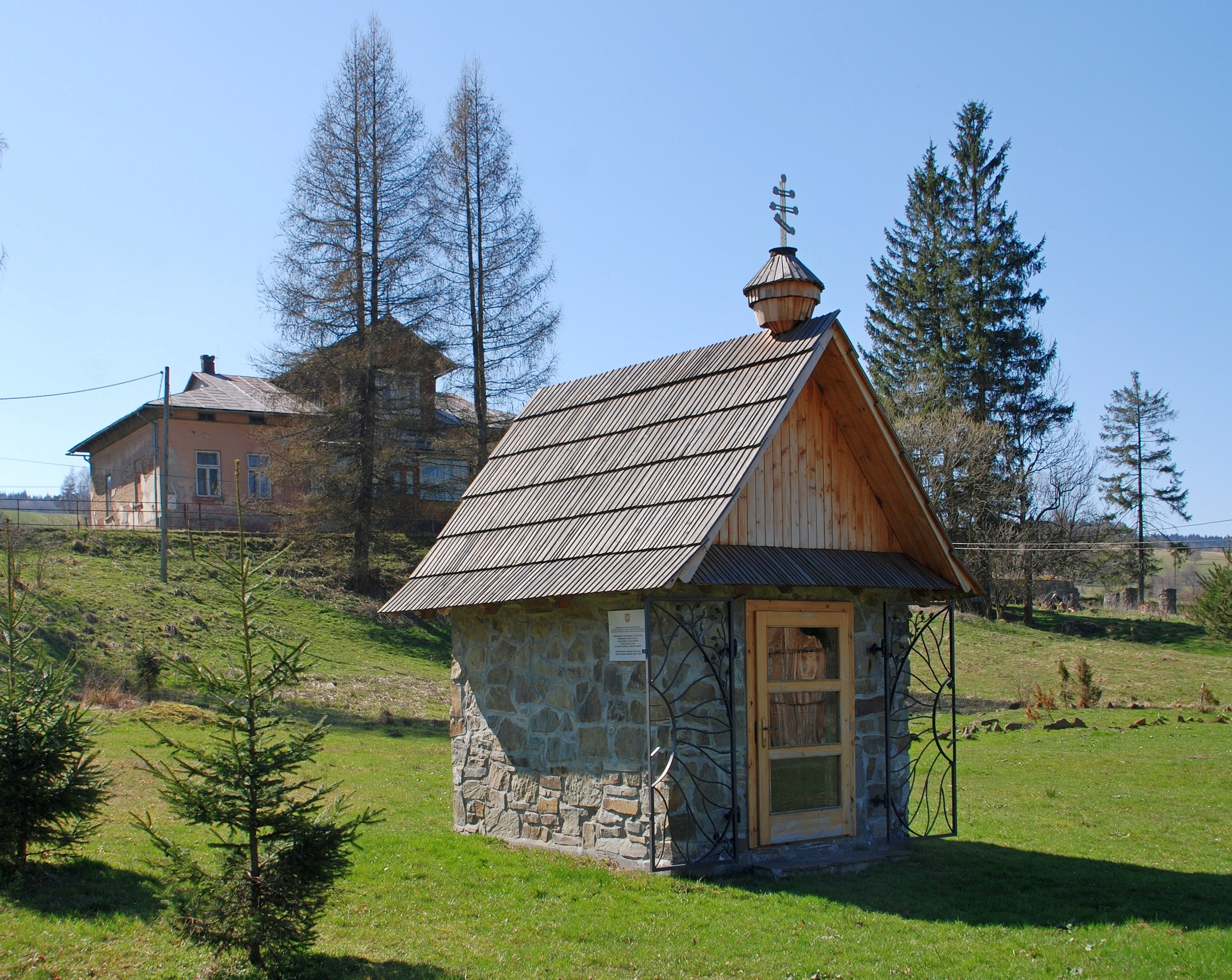
Otoczenie